# 遠鑫電子票證

遠鑫電子票證，是臺灣的電子票證發行商之一，於2014年6月27日獲行政院金融監督管理委員會核准成立。其發行的票證為有錢卡，核心業務為有錢卡的發行與銷售，建置以有錢卡為基礎的的支付平台和行銷活動。使用範圍涵蓋電信通訊、百貨公司、量販超市、購物中心等各產業。2022年5月13日，遠鑫宣布2022年10月31日終止加值、扣款服務並於2022年12月31日停止對外營業。

## 股份組成
| 股東             | 持股數     | 百分比 |
| 主要股東         | 59,035,033 | 86.63% |
| ---------------- | ---------- | ------ |
| 鼎鼎聯合行銷     | 21,180,002 | 31.08% |
| 遠傳電信         | 12,342,478 | 18.11% |
| 遠鼎             | 11,052,179 | 16.22% |
| 太平洋崇光百貨   | 8,289,135  | 12.16% |
| 遠東百貨         | 6,171,239  | 9.06%  |
| 其他股東         | 9,111,208  | 13.37% |
| 遠東國際商業銀行 | 不明       | 不明   |

## 使用場域

### 大眾運輸系統
公車
- 基隆市公車（2017年6月15日上線[4]）

### 停車場
- TPKA 停車場（台北遠東通訊園區B1停車場）（2017年6月29日上線[5]）
- 板橋市民廣場停車場（2020年9月8日上線[6]）

### 便利超商
便利商店通路自2018年1月2日起支援不限金額現金加值
- 全家便利商店（2016年10月1日上線[8]，支援開啟自動加值、持卡感應累兌Happy Go點數（惟不支援Happy Go載具）、指定加值，由悠遊卡公司與其他電子票證併機）
- 萊爾富便利商店（2017年2月上線[9]，由悠遊卡公司與其他電子票證併機）
- 來來超商（2016年12月上線[10]，由悠遊卡公司與其他電子票證併機）

### 遊憩場所
- 花蓮東大門商圈（2017年10月1日上線[11]，限部分支援商家）
- NiceBay尼斯灣海洋景觀餐廳（昕海文創企業有限公司，海科館4F餐廳）（2020年8月1日上線[12]）

### 超市
- 全聯福利中心（2019年10月7日上線[13]，支援百元倍數現金加值）

### 遠東關係企業
遠東關係企業均支援百元倍數現金加值。
- 遠東SOGO百貨
- 遠東百貨
- 遠企購物中心
- 遠東巨城購物中心
- 亞東紀念醫院
- 愛買
- 香格里拉國際大飯店
- City's Super

## 退場時程
- 2021年下半年，逐漸退出個運輸通路並有即將營運結束或轉賣[14][15]之風聲，但被否認。
- 2022年5月13日 ，於官網公告將終止有錢卡業務[16]
- 2022年10月31日，有錢卡終止各項加值、扣款、消費等交易業務，仍提供持卡人退卡退費服務。
- 2022年12月31日，遠鑫電子票證股份有限公司終止營運，客服專線服務至當日22:00止。有錢卡正式走入歷史。
- 2023年1月1日，由承接機構遠東國際商業銀行協助持卡人辦理退費事宜。

| 通路名稱           | 上線日期             | 下線日期       | 合作時長          | 備註 |
| ------------------ | -------------------- | -------------- | ----------------- | --- |
| 高雄市公共自行車   | 2018年8月            | 2019年6月30日  | 303餘日/10月      | 配合高雄市環保局公共自行車系統更換 |
| 台灣中油           | 2015年4月            | 2020年11月30日 | 2041餘日/5年7月   | |
| 都都房停車場       | 2019年10月31日       | 2020年12月31日 | 427日/1年2月長    | |
| 高雄輕軌           | 2017年9月26日        | 2021年9月16日  | 1451日/3年11月長  | |
| 台灣鐵路           | 2016年8月31日        | 2021年12月31日 | 1948日/5年4月長   | |
| 台亞石油           | 2017年10月17日       | 2021年12月31日 | 1533天/4年2月長   | |
| 國立自然科學博物館 | 2019年6月1日         | 2021年12月31日 | 944日/2年7月長    | |
| 臺北市立動物園     | 2019年6月29日        | 2021年12月31日 | 916日/2年6月長    | |
| 宜蘭縣政府規費     | 2019年10月23日       | 2021年12月31日 | 800日/2年2月長    | |
| 連江縣公車         | 2017年1月1日         | 2021年12月31日 | 1825日/5年長      | |
| 桃園捷運           | 2017年3月2日         | 2022年2月16日  | 1812日/4年11月長  | 服務台支援不限金額現金加值、 自動加值機僅限紙鈔加值 |
| 科技之星           |                      | 2022年2月28日  |                   | |
| 豪泰客運           | 2017年7月15日        | 2022年2月28日  | 1689日/4年7月長   | |
| 台灣聯通停車場     | 2018年6月29日        | 2022年3月31日  | 1371天/3年3月長   | 不具自動加值功能之卡片入場前餘額須高於100元 |
| 金牌客運、捷順交通 | 2017年7月15日        | 2022年3月31日  | 1720日/4年8月長   | |
| 桃園市公車         | 2016年1月29日        | 2022年4月30日  | 2284天/6年4月長   | 業者：統聯客運、亞通客運、中壢客運 |
| 特定列表停車場     | 2017年12月27日       | 2022年5月31日  | 1616天/4年5月長   | 停車場名單: 台灣國際開發事業有限公司、 好停、辰淵、明宬、助安、應安、及泰、 成佳、永固、歐特儀                                                                                 |
| 台北捷運           | 2016年12月1日        | 2022年6月30日  | 2037日/5年4月長   | 支援不限金額現金加值 |
| 雙北聯營公車       | 2016年12月1日        | 2022年6月30日  | 2037日/5年4月長   | 業者名單: 大都會客運、欣欣客運、大有巴士、 大南汽車、臺北客運、光華巴士、中興巴士、 指南客運、三重客運、首都客運、淡水客運、 新店客運、東南客運(台北地區)、新北客運、 基隆客運 |
| 新竹市立動物園     | 2020年8月3日         | 2022年6月30日  | 696日/1年6月長    | |
| 大食代             | 2015年4月            | 2022年6月30日  | 2618餘日/7年2月長 | |
| 麥當勞             | 2019年3月15日        | 2022年7月14日  | 1217日/3年3月長   | 支援不限金額現金加值 由聯卡中心與其他電子票證、信用卡併機， 單筆上限1,000元 |
| 三商巧福、鮮五丼   | 2019年9月30日        | 2022年7月15日  | 1019日/2年9月長   | 由聯卡中心與其他電子票證、信用卡併機， 單筆上限1,000元 |
| 漢堡王             | 2019年8月5日         | 2022年7月20日  | 1080日/2年11月長  | 由聯卡中心與其他電子票證、信用卡併機， 單筆上限1,000元 |
| 高雄捷運           | 2016年7月1日         | 2022年7月31日  | 2221日/6年1月長   | 支援不限金額現金加值 【服務台需100的倍數加值】 |
| 高雄市公車         | 2017年1月1日及3月1日 | 2022年7月31日  | 2037日/5年6月長   | |
| 高雄渡輪           | 2017年11月1日        | 2022年7月31日  | 1733日/4年8月長   | |
| 遠傳電信           |                      | 2022年7月31日  |                   | 首個下線的遠東集團通路 支援百元倍數現金加值、靠卡回饋加值 |

## 集點服務
- 環保綠點（2017年11月24日上線[60]）

持已綁定環保綠點之有錢卡搭乘指定大眾運輸可享集點兌換環保商品服務
- Happy Go: 持有錢卡於全家便利商店消費可自動累積Happy Go點數，惟不可作為載具使用。

## 外部連結
- （繁體中文） 遠鑫電子票證股份有限公司，HappyCash有錢卡
- HappyCash有錢小管家的Facebook專頁
- （繁體中文） 台灣公司資料